# Novosselivka (Sovetski)
|  | Per a altres significats, vegeu «Novosselivka». |

Novosselivka (en (ucraïnès): Новоселівка, en rus: Новосёловка, Novossiólovka) és un poble de la República Autònoma de Crimea, a Ucraïna, que el 2014 tenia 14 habitants. Pertany al districte rural de Sovetski.